# Зоряний час

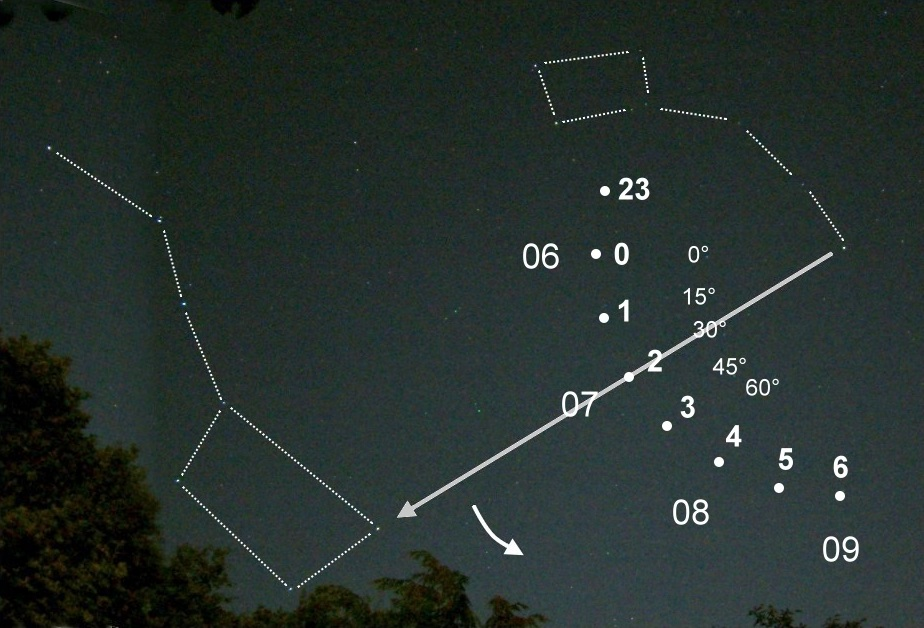
1. «Зоряна» годинникова стрілка обертається на умовно прикріпленому до горизонту уявному циферблаті:
при повороті на 15 ° (шкала 0 °, 15 °, 30 ° тощо.) проходить 1:00 зоряного часу (шкала 23, 0, 1 тощо.).
2. «Зоряна» годинникова стрілка обертається на умовно прикріпленому до Сонця уявному циферблаті:
приблизно за місяць (шкала 06, 07, 08 тощо.) стрілка переміщається на 30 ° (шкала 0 °, 15 °, 30 ° тощо.)

Зоряний час — система лічби часу, в основу якого покладено обертання Землі відносно зір (а не відносно Сонця). Зоряний час застосовується астрономами, щоб визначити, куди треба спрямувати телескоп, щоб побачити потрібний об'єкт.
Одиницею вимірювання є зоряна доба, яка дорівнює 23 год 56 хв 4,091 сек сонячного часу. Зоряну добу поділяють на 24 зоряні години.

## Різновиди
Залежно від місця розрізняють:
Місцевий зоряний час (s) — годинний кут точки весняного рівнодення для цього місця (відносно місцевого небесного меридіана).
Гринвіцький зоряний час або зоряний час за Гринвічем (S) — годинний кут точки весняного рівнодення на гринвіцькому меридіані.
Зоряний час залежить від обертання Землі, а, отже, шкала зоряного часу є нерівномірною[джерело?].
При визначенні точки весняного рівнодення можна по різному враховувати або не враховувати нутацію. Тому залежно від цього розрізняють: істинний, квазіістинний і середній зоряний час. У першому випадку розглядається істинна точка весняного рівнодення ♈іст, наділена прецесійним та нутаційним рухом. Вона зміщується в площині екліптики зі швидкістю 50,25" на рік внаслідок загальної прецесії по довготі та водночас періодично коливається через нутацію. У другому випадку — квазіістінний зоряний час, з нутації виключена її короткоперіодична частина, нарешті, виключення всієї нутації дає точку весняного рівнодення ♈серед, яка визначає середній зоряній час.
Таким чином отримують:
Місцевий істинний зоряний час (англ. Local Apparent Sidereal Time, LAST) — годинний кут істинної точки весняного рівнодення ♈іст для цього місця (для місцевого меридіана).
Гринвіцький істинний зоряний час або зоряний істинний час за Гринвічем (англ. Greenwich Apparent Sidereal Time, GAST) — годинний кут істинної точки весняного рівнодення ♈іст на гринвіцькому меридіані.
Місцевий середній зоряний час (англ. Local Mean Sidereal Time, LMST) — годинний кут середньої точки весняного рівнодення ♈серед.
Гринвіцький середній зоряний час або зоряний середній час за Гринвічем (англ. Greenwich Mean Sidereal Time, GMST) — годинний кут середньої точки весняного рівнодення ♈серед на гринвіцькому меридіані.